# Tateomys macrocercus
Espèce
Statut de conservation UICN

 DD  : Données insuffisantes
Tateomys macrocercus est une espèce de rongeur de la famille des Muridae, du genre Tateomys endémique d'Indonésie.

## Taxonomie
L'espèce est décrite pour la première fois par le zoologue américain Guy Graham Musser en 1982 sur la base de huit spécimens récoltés en 1975.

## Distribution et habitat

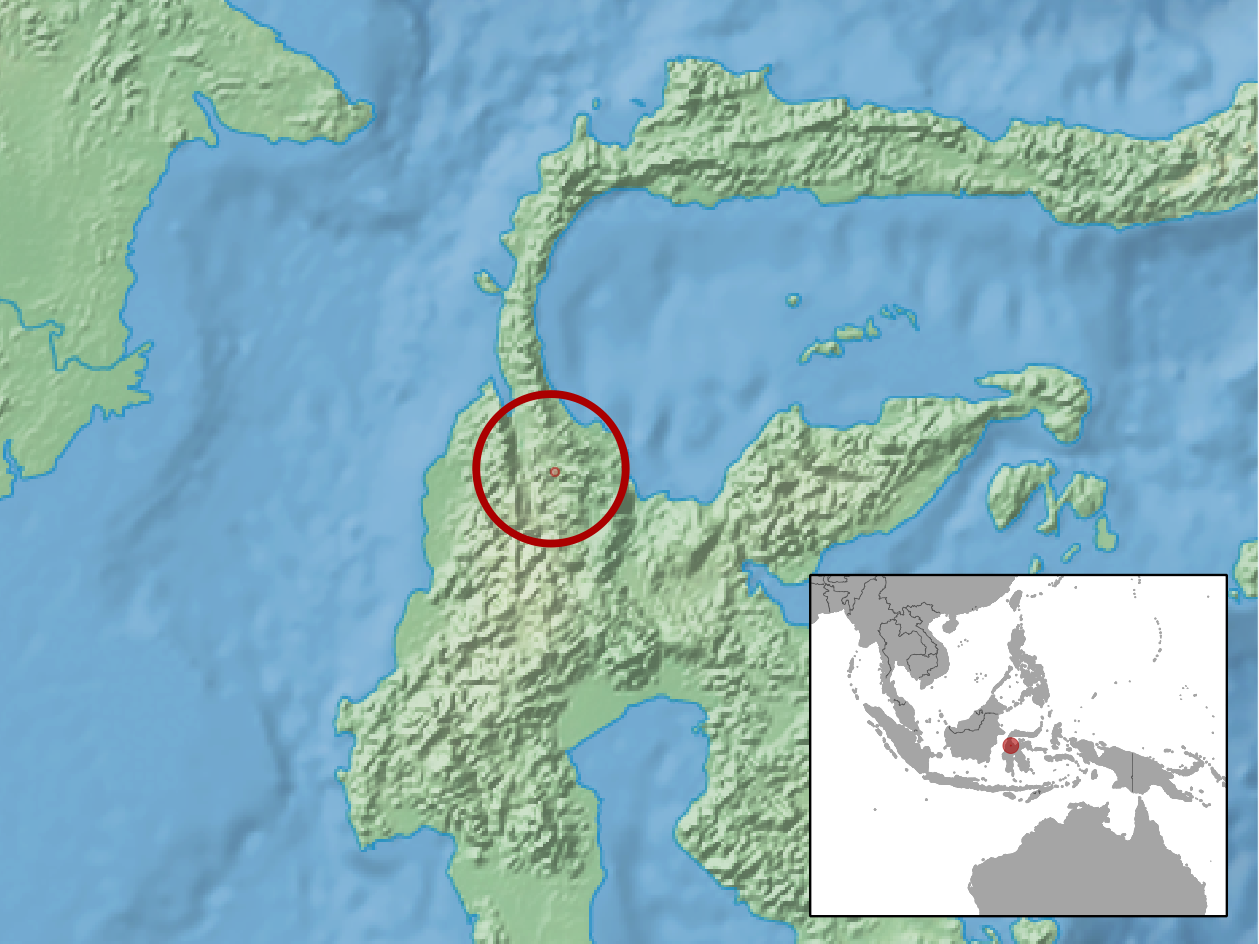
Répartition de l'espèce.

L'espèce est présente sur le mont Nokilalaki dans le centre de Sulawesi en Indonésie et pourrait également se rencontrer dans les régions montagneuses alentour.
L'espèce se rencontre entre 1 982 et 2 287 mètres d'altitude dans les forêts tropicales humides du parc national de Lore Lindu.

## Écologie
Peu étudiée, le comportement de l'espèce est peu connu. Tateomys macrocercus est une espèce nocturne et se nourrit de vers de terre.

## Menaces
L'Union internationale pour la conservation de la nature la place dans la catégorie « Données insuffisantes » par manque de données relatives au risque d'extinction en 2006 après qu'elle l'a classée vulnérable depuis 1996.